# Афина Веллетри
Афина Веллетри (также Athena of Velletri) — мраморная скульптура Афины, классический тип статуи этой богини в шлеме.

## История и описание
Все статуи этого типа являются римскими копиями 1-го века утерянной греческой скульптуры из бронзы около 430 года до н. э. работы древнегреческого скульптора Кресила. Овал лица и чёткость бровей, носа и глаз повторяют черты бюста Перикла в шлеме из Британского музея. Эта параллель дает дату и основание для выбора автора бронзовой Афины.
Гипсовые слепки скульптуры (вероятно, оригинала) были найдены при раскопках мастерской римского копииста переписчика в Байи; эти слепки показывают, что бронзовая работа Кресила была приблизительно того же размера, что и копия в Лувре, высота которой составляет 3,05 метра.
Было найдено много копий статуи богини Афины. Самой известной является та, что находится в Лувре, она найдена среди руин римской виллы недалеко от древнего города Веллетри, от него произошло её название. Найденная статуя имела следы красной краски в волосах и на лице, что говорит о её прежней полихромной поверхности.
Скульптор Винченцо Пачетти приобрел скульптуру и реставрировал её, восстановив недостающие части тела и предметов. Он также восстановил змей у подножия и отполировал всю статую. Впоследствии Пачетти продал её статую властям Директории, которые доставили её в Рим. Здесь ею вскоре завладела армия Неаполитанского королевства, когда она заняла город в ноябре-декабре 1798 года. После заключения Флорентийского мира Франция забрала скульптуру и поместила её в 1803 году в Лувр, где она находится по настоящее время. «Афина Веллетри» является частью постоянной экспозиции Лувра в залах Салли (Sully), где с июля 2010 года она заменила скульптуру Мельпомены в главном портике.

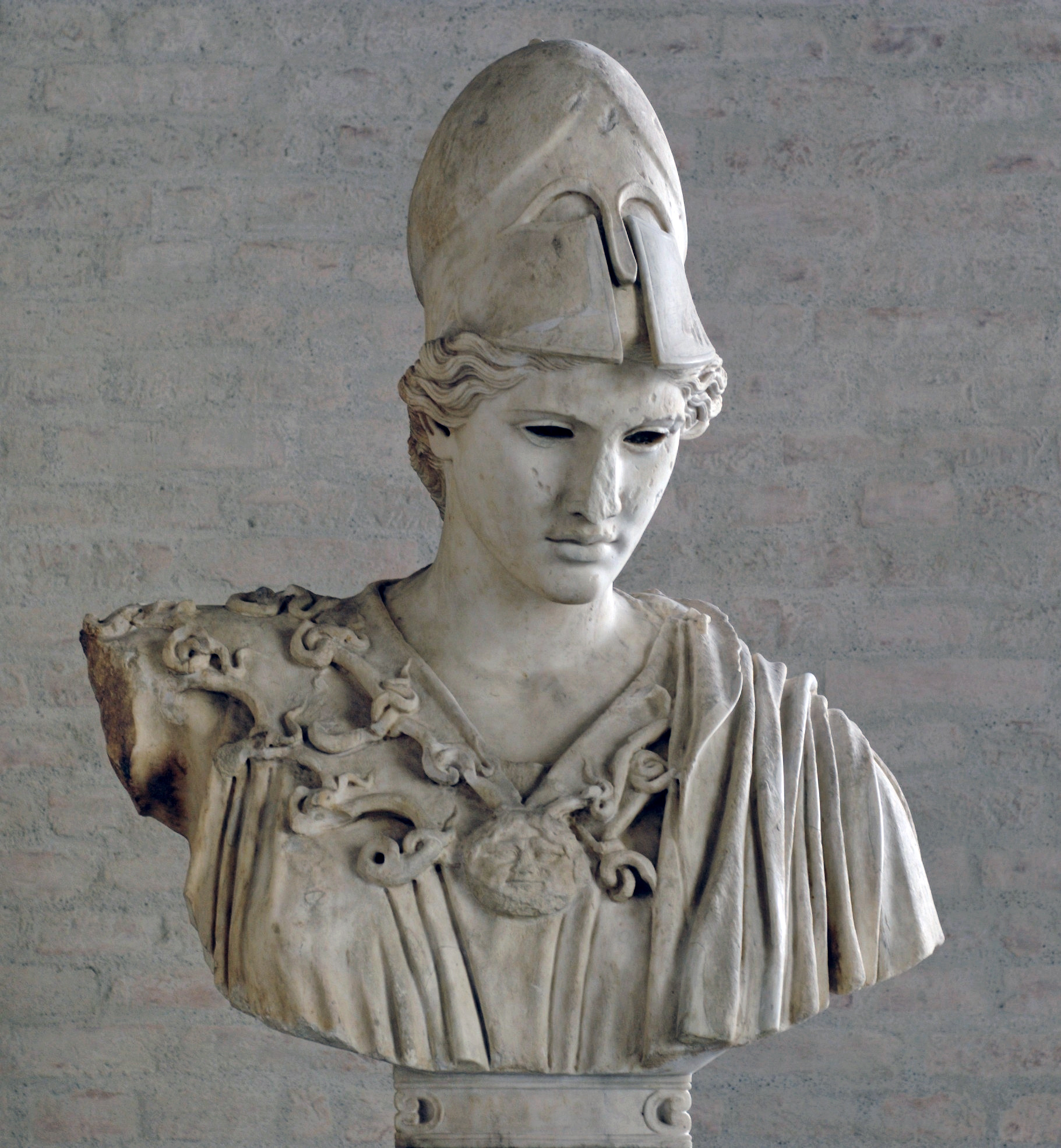
Копия в Глиптотеке Мюнхена

Существует множество копий этой скульптуры:
- Гипсовая копия её головы, отлитая в мастерской Лувра, была приобретена факультетом литературы Университета Бордо и в настоящее время находится в Университете Бордо III.
- В Гренобльском музее хранится копия этой статуи такой же высоты, установленная в вестибюле музейной библиотеки в 1870 году, а затем была перевезена в лицей Вокансона[фр.] в Гренобле, где находится до сих пор в старой часовне[2].
- В мюнхенской Глиптотеке также находится копия бюста «Афина Веллетри».